# Несвижский кадетский корпус
Несвижский кадетский корпус (школа, академия) — военно-учебное заведение в Несвиже в XVIII веке для обучения личного состава войска Радзивиллов — ополчения.

## История
Основан Великим гетманом Великой княжество Литовского М. К. Радзивиллом Рыбонькой по образцу Рыцарской академии в Легнице. Первым директором (комендантом) до 1751 года был военный инженер поручик Якуб Фричинский. Позднее он получил должность предводителя двора Рыбоньки и дослужился до генеральского гетманского чина  .
По «Положению о прислуге об образовании кадетского корпуса» от 25 мая 1747 года на обучение принимались 12-14-летние юноши из дворянства. Преподаются французский, немецкий, латынь, русский , геометрия, математика, гражданская и военная архитектура, рисование, национальное право, отечественная и всеобщая история. Курсантов обучали верховой езде, фехтованию и танцам. Студенты должны были общаться друг с другом на иностранных языках. Они несли караульную службу. Курсант мог выбрать для изучения либо «гражданскую и военную архитектуру», либо математику и смежные предметы. На каждый день были запланированы разные занятия, но занятия по архитектуре и математике проводились по четвергам во второй половине дня  . Из переписки Фричинского мы узнаем, что одного художника пригласили для занятий рисованием и черчением. А уроки архитектуры вел (правда, не очень прилежно) «шикарный юнкер» Володько  . Курсанты также принимали участие в театральных постановках, которые практиковались при дворе Рыбоньки, жена которого Франциска Урсула Вишневецкая была большой любительницей театра и известным автором комедий  .
В ноябре 1751 г. было 13 студентов. Судя по всему, здание пришло в упадок в 1750-х гг.
Возрожден К. С. Радзивиллом Пане Коханку в 1767 году. Он преобразовал Кадетский корпус в Артиллерийско-фортификационный корпус. По его указанию ( 20 октября 1767 года) организатором и директором училища была назначена «оберстерлейтенант» саксонка Франциска Ксаверия Фролих, уже состоявшая на службе 3 года. В корпус принимались уже образованные подростки - дети мещан из городов Радзивиллов и дворянская молодежь (остальные кадетские корпуса страны принимали только дворян). Предполагалось набрать 48 человек, а фактически было намного меньше (в октябре 1770 г. — 17 кадетов). Преподавателями были в основном немцы, а также курсанты предыдущих лет набора. Преподавались французский, немецкий, математика, геометрия, логика, рисование, артиллерия, архитектура (не только военная, но и гражданская). Корпус располагался в Несвижском замке. Курсантам ежемесячно платили 24 злотых. Политическая эмиграция Радзивилла «Пане Коханку» и финансовые трудности приостановили деятельность корпуса  . В середине 1770-х гг. корпус окончательно рухнул.